# Sockerbagare
Sockerbagare är ett hantverksyrke som numera har förlorat sin avgränsade funktion. Under skråtiden förekom ett flertal olika bagaryrken och man tvingades därför att utarbeta noggranna regler för vad de olika kategorierna fick tillverka och sälja. Sockerbagaren tillverkade konfekt, karameller, glass, krokaner samt tårtor och bakelser, men till skillnad mot konditorn som tillverkade samma slags varor hade sockerbagaren ingen servering – från början betydde egentligen titeln konditor att man var hovleverantör. Vid sidan av dessa två yrken fanns även pastej- eller schweizerbagaren som tillverkade pastejer, wienerbröd, tårtor och bakelser, men inte konfekt.

## Sockerbagaryrkets historia
Sockerbagaryrket utvecklades ur bagerinäringen i och med sockrets införande. I Sverige nämns socker för första gången 1326. Det var då oerhört dyrt och blev följaktligen en lyxvara, främst avsedd för hovet, dit sockerbagaren tidigt kom att knytas. Den sötsaksälskande Gustav Vasa hade en Michel Sockerbagare anställd, som försåg den kungliga familjen med kakor och kanderad frukt. Sockerbagaryrket var ett utpräglat stadshantverk med få utövare på varje plats. Varorna såldes till att börja med på apotek och hantverkarna sorterade under kryddkramhandlarsocieteten. Först 1767 bildade man ett eget skrå i Stockholm. I yrket förekom även kvinnor. Sockerbagaränkor hade rätt att driva sin mans rörelse så länge de önskade och en del erhöll till och med burskap.
Yrket omsjungs i Alice Tegnérs barnvisa Sockerbagaren.